# FK Tchaïka Pestchanokopskoïe
Maillots
Le Futbolny klub Tchaïka, plus couramment appelé Tchaïka Pestchanokopskoïe (russe : «Чайка» Песчанокопское), est un club de football russe fondé en 1997 et basé à Pestchanokopskoïe (en), dans l'oblast de Rostov.
Il évolue notamment en deuxième division russe durant les saisons 2019-2020 et 2020-2021 avant d'être rétrogradé en raison d'une affaire de matchs truqués.

## Histoire
Le club est fondé par Andreï Tchaïka, un ancien joueur du CSKA Moscou qui a dû rapidement mettre un terme à sa carrière en raison d'une blessure au milieu des années 1990. Alors qu'il développe sa propre entreprise en parallèle, il fonde en 1997 le Tchaïka dans sa ville natale de Pestchanokopskoïe, à 170 kilomètres de Rostov-sur-le-Don. Cette nouvelle équipe évolue dans les divisions régionales durant ses premières années d'existence, remportant notamment la deuxième division du championnat de l'oblast de Rostov en 2004.
Au fil du temps, tandis que son fondateur devient un des hommes les plus riches de la région, le club prend petit à petit en importance jusqu'à remporter le groupe régional à l'issue de la saison 2015. Il parvient par la suite à obtenir sa licence professionnelle et intègre la troisième division à l'occasion de la saison 2016-2017 pour devenir la troisième équipe professionnelle de la région avec le FK Rostov et le SKA Rostov, côtoyant alors ce dernier dans le groupe Sud du championnat.
Le Tchaïka s'y impose très vite comme un prétendant sérieux à la montée en deuxième division, terminant quatrième dès sa première saison avant de finir troisième lors de l'exercice suivant, bien que se classant à chaque loin du vainqueur de groupe. La saison 2018-2019 voit le club et l'Ourojaï Krasnodar se concurrencer fortement pour la première place, le Tchaïka l'emportant finalement pour accéder à la deuxième division après trois années au troisième échelon.
Ne pouvant évoluer au stade central de Pestchanokopskoïe, trop petit pour les besoins de la compétition, le club évolue lors de la saison 2019-2020 à la Rostov Arena de Rostov-sur-le-Don, tandis qu'il termine le championnat en dixième position et se maintient sans problème. Il retrouve par la suite son enceinte d'origine rénovée entre-temps pour l'exercice suivant.
Alors que les dirigeants se donnent cette fois pour objectif de se placer dans les premières places, voire d'obtenir la montée en première division, les résultats de la première partie de saison s'avèrent cependant décevants, le club se plaçant treizième au moment de la trêve hivernale et loin des places de promotion. Ces mauvaises performances amènent au renvoi de l'entraîneur Magomed Adiev au début du mois de décembre 2020 et son remplacement par Sergueï Tachouïev, qui amène finalement l'équipe à la douzième place. Durant l'intersaison qui s'ensuit, le club est reconnu coupable d'avoir pris part à trois matchs truqués au cours de la saison 2018-2019 et se voit rétrogradé administrativement en troisième division par la fédération russe de football tandis que le directeur exécutif Oleg Baïan est suspendu à vie de toutes activités liées au football.

## Bilan sportif

### Classements en championnat
La frise ci-dessous résume les classements successifs du club en championnat de Russie depuis 2008.

### Bilan par saison
| Saison    | Championnat  | Championnat  | Championnat  | Championnat  | Championnat  | Championnat  | Championnat  | Championnat  | Championnat  | Championnat | Coupe de Russie     |
| Saison    | Division     | Pos          | Pts          | J            | V            | N            | D            | BP           | BC           | Diff        | Coupe de Russie     |
| --------- | ------------ | ------------ | ------------ | ------------ | ------------ | ------------ | ------------ | ------------ | ------------ | ----------- | ------------------- |
| 2003      | 6e Rostov    | 2e           | 22           | 10           | 5            | 2            | 3            | 18           | 15           | +3          | —                   |
| 2004      | 6e Rostov    | 1er          | 28           | 10           | 8            | 2            | 0            | 32           | 4            | +28         | —                   |
| 2005      | 6e Rostov    | 4e           | 38           | 16           | 8            | 6            | 2            | 33           | 16           | +17         | —                   |
| 2006      | Club inactif | Club inactif | Club inactif | Club inactif | Club inactif | Club inactif | Club inactif | Club inactif | Club inactif |             | —                   |
| 2007      | 6e Rostov    | 5e           | 14           | 10           | 2            | 1            | 7            | 11           | 22           | -11         | —                   |
| 2008      | 5e Rostov    | 7e           | 42           | 26           | 12           | 6            | 8            | 62           | 39           | +23         | —                   |
| 2009      | Club inactif | Club inactif | Club inactif | Club inactif | Club inactif | Club inactif | Club inactif | Club inactif | Club inactif |             | —                   |
| 2010      | 5e Rostov    | 5e           | 39           | 18           | 10           | 2            | 6            | 33           | 26           | +7          | —                   |
| 2011      | 5e Rostov    | 5e           | 25           | 14           | 5            | 1            | 8            | 21           | 21           | 0           | —                   |
| 2012      | 5e Rostov    | 3e           | 34           | 14           | 8            | 4            | 2            | 36           | 9            | +27         | —                   |
| 2013      | 5e Rostov    | 4e           | 65           | 30           | 21           | 2            | 7            | 74           | 30           | +44         | —                   |
| 2014      | 5e Rostov    | 2e           | 77           | 30           | 25           | 2            | 3            | 101          | 22           | +79         | —                   |
| 2015      | 5e Rostov    | 1er          | 75           | 26           | 25           | 0            | 1            | 130          | 13           | +117        | —                   |
| 2016-2017 | 3e Sud       | 4e           | 52           | 30           | 14           | 10           | 6            | 44           | 25           | +19         | 128es de finale     |
| 2017-2018 | 3e Sud       | 3e           | 58           | 32           | 17           | 7            | 8            | 51           | 25           | +26         | 128es de finale     |
| 2018-2019 | 3e Sud       | 1er          | 67           | 28           | 20           | 7            | 1            | 61           | 16           | +45         | Seizièmes de finale |
| 2019-2020 | 2e           | 10e          | 38           | 27           | 10           | 8            | 9            | 31           | 29           | +2          | Seizièmes de finale |
| 2020-2021 | 2e           | 12e          | 56           | 42           | 15           | 11           | 16           | 44           | 53           | -9          | 64es de finale      |
| 2021-2022 | 3e Groupe 1  | 3e           | 70           | 32           | 21           | 7            | 4            | 87           | 23           | +64         | Huitièmes de finale |
| 2022-2023 | 3e Groupe 1  | 2e           | 65           | 31           | 19           | 8            | 4            | 40           | 13           | +27         | 128es de finale     |
| 2023-2024 | 3e Or        | 6e           | 23           | 18           | 6            | 5            | 7            | 23           | 21           | +2          | 128es de finale     |

Légende
- Promotion en division supérieure
- Relégation en division inférieure

## Entraîneurs
La liste suivante présente les différents entraîneurs du club.
- Vitali Semakine (2013-février 2016)
- Albert Borzenkov (février 2016-novembre 2016)
- Valeri Bourlatchenko (janvier 2017-novembre 2017)
- Vitali Semakine (intérim) (novembre 2017-décembre 2017)
- Viktor Boulatov (décembre 2017-avril 2018)
- Vitali Semakine (avril 2018-juin 2019)
- Dmitri Voïetski (juin 2019-octobre 2019)
- Magomed Adiev (novembre 2019-décembre 2020)
- Sergueï Tachouïev (janvier 2021-mars 2022)
- Andreï Tcherenkov (mars 2022-août 2022)
- Anzur Sadirov (depuis septembre 2022)

## Historique du logo

2017-2020
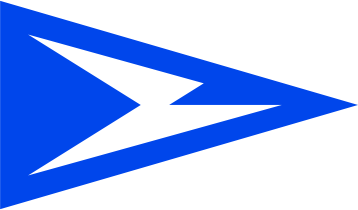
depuis 2020